# Джеймс Б'юкенен Дюк
Джеймс Б'юкенен Дюк (англ. James Buchanan Duke, 23 грудня 1856 року — 10 жовтня 1925 року) — американський промисловець, виробник тютюну та електроенергії. Відомий просуванням на ринок сучасної сигарети та підтримкою Дюкського університету.

## Ранні роки

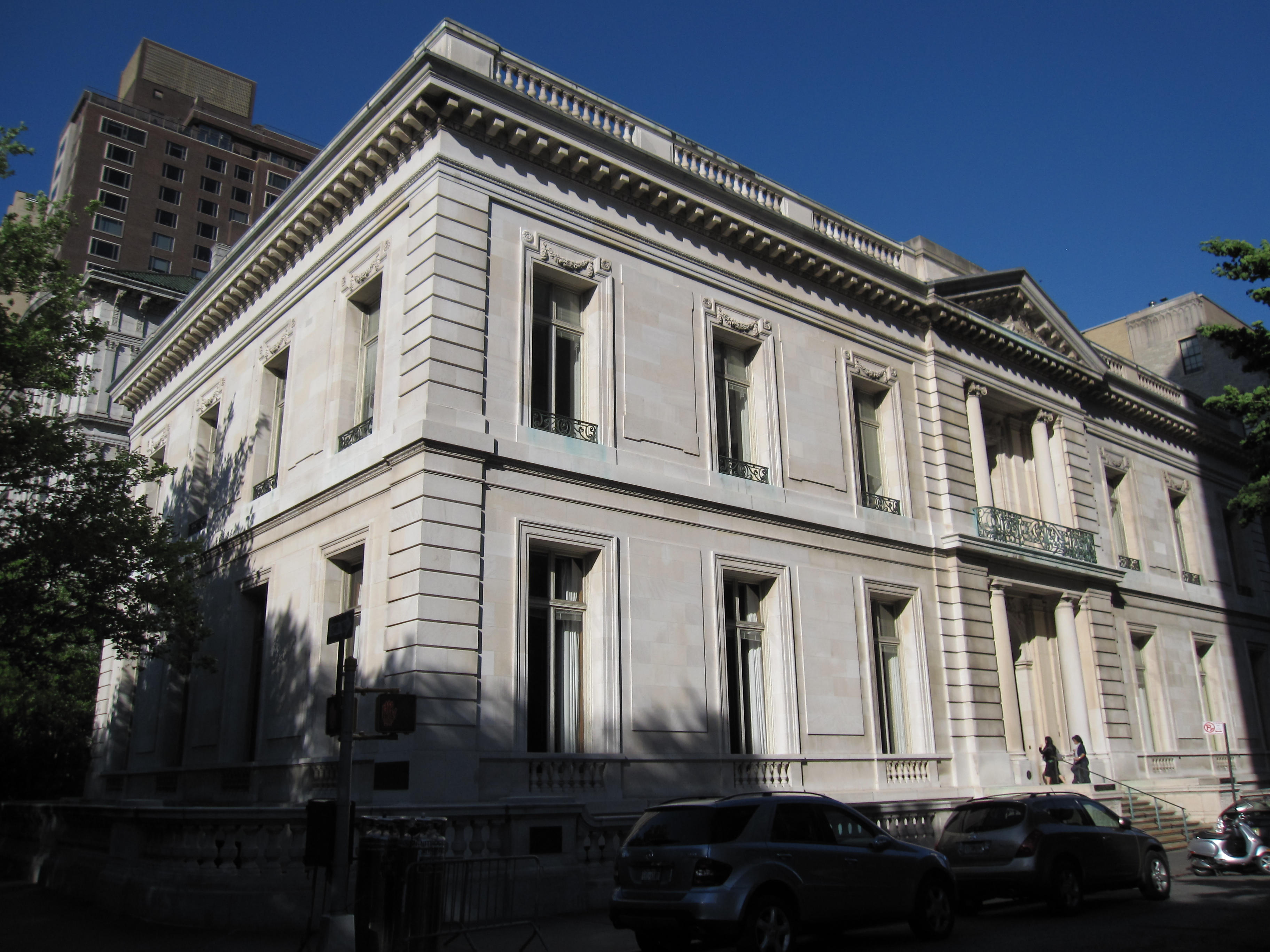
Будинок Д. Б. Д'юка на П'ятій авеню, Нью-Йорк

Джеймс Б'юкенен Дюк, відомий під прізвиськом Бак, народився 23 грудня 1856 року поряд з Даремом, штат Північна Кароліна, у родині Вашінґтона Дюка і його другої дружини Артелії Роні Дюк.
Джеймс Б'юкенен був наймолодшим у родині: у нього було два єдинокровних брати від першого шлюбу батька: Сідні Тейлор і Броуді Леонідас — і рідні сестри Мері Елізабет і брат Бенджамін Ньютон.

## Ділова кар'єра

### Тютюновий бізнес
Вашінґтон Дюк (1820—1905) володів тютюновою компанією, контроль над якою його сини Джеймс Б'юкенен і Бенджамін Ньютон (1855—1929) отримали в 1880-х. У 1885 році Джеймс Б'юкенен Дюк придбав ліцензію на першу автоматичну машину з виготовлення сигарет, винайдену Джеймсом Альбертом Бонсаком (англ. James Albert Bonsack). До 1890 року Дюк забезпечував 40 % американського ринку сигарет, після чого об'єднав компанії, які конкурували з ним, у American Tobacco Company, створивши таким чином монополію.
На початку 1900-х Дюк намагався підкорити британський ринок, дотримуючись стратегії, схожої на застосовану ним у США. Це призвело до консолідації британських виробників в єдину корпорацію Imperial Tobacco Company of Great Britain and Ireland, Ltd (Imperial Tobacco). Після двох років напруженого протистояння у Великій Британії Imperial Tobacco почала атаку на американський ринок, змусивши American Tobacco вступити в переговори. У підсумку було досягнуто згоди про розподіл сфер впливу: American Tobacco отримує американський ринок, Imperial Tobacco залишає за собою британські території, а решту світу забезпечує сигаретами спільна компанія British American Tobacco.
У цей період Дюк періодично наражався на позовні вимоги з боку ділових партнерів і акціонерів. У 1906 році American Tobacco Company була визнана винною в порушенні антитрестівського законодавства й примусово розділена на чотири компанії American Tobacco Company, Liggett and Myers, R.J. Reynolds і P. Lorillard Company.
У 1911 році Верховний суд США виніс рішення, яке припинило монополію American Tobacco Company. Компанія була розділена на кілька менших фірм, з яких під контролем Дюка залишилася тільки British-American Tobacco Company.

### Текстильний бізнес
У 1892 році Дюки відкрили в Даремі першу текстильну фірму, на чолі якої став Бенджамін Ньютон Дюк.

### Енергетичний бізнес
На зламі XIX і XX століть Джеймс Б'юкенен Дюк заснував American Development Company, яка почала скуповувати землі й права водокористування річки Катоба. У 1904 році він відкрив Catawba Power Company, а наступного року разом з братом — Southern Power Company, згодом перейменовану в Duke Power. Компанія стала основою енергетичної корпорації Duke Energy. Компанія поставляла електроенергію на текстильну фабрику Дюків і протягом 20 років розширилася в багато разів, довівши загальну кількість забезпечуваних нею виробництв до трьох сотень. Duke Power вибудувала електричну мережу, яка забезпечувала енергією міста Підмонта в Північній і Південній Кароліні. У 1928 році на заході Північної Кароліни з'явилося водосховище Лейк-Джеймс, яке забезпечувало виробництво електроенергії й отримало ім'я на честь Джеймса Б'юкенена Дюка.

## Благодійність

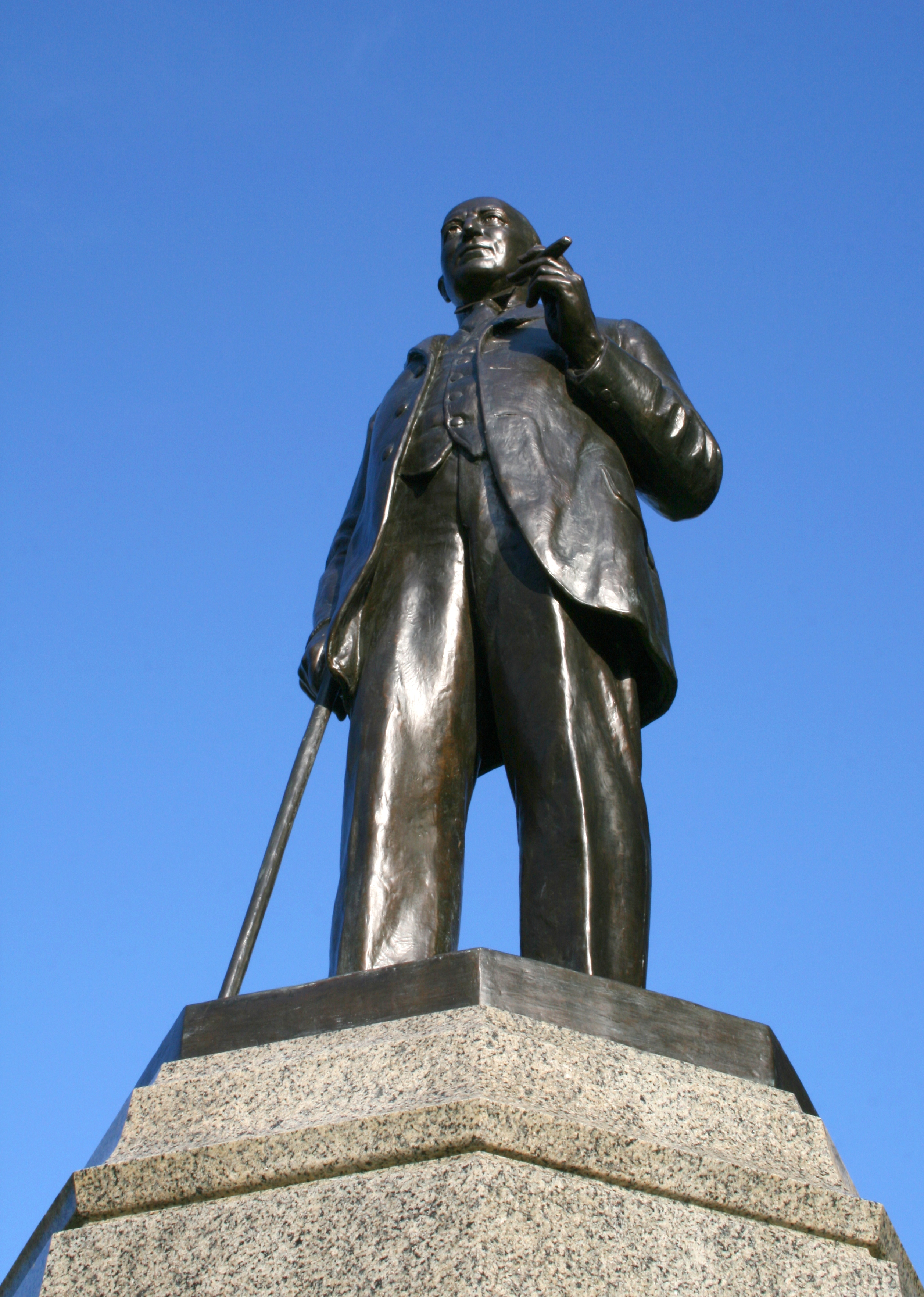
Пам'ятник Д. Б. Дюку в кампусі Дюкського університету, робота скульптора Ч. Кека

У грудні 1924 року Дюк заснував Фонд Дюка, трастовий фонд з капіталом 40 млн доларів (430 млн доларів у 2005 році). Частина коштів була передана Триніті-коледжу. Даремський університет на прохання Дюка перейменований на Дюкський університет на честь його батька.

## Особисте життя
Джеймс Б'юкенен Дюк був одружений двічі. У 1904 році він побрався з Ліліан Флетчер Маккріді. За два роки шлюб розпався. У 1907 році Дюк одружився з удовою Ненелайн Хольт Інмен. 22 листопада 1912 року в них народилася дочка Доріс. Вона виросла в Дюк Фармс в Гіллзборо, штат Нью-Джерсі. Цю ділянку колишніх сільськогосподарських земель площею 8 км² її батько разом з ландшафтними архітекторами Джеймсом Лілом Грінліфом і Гораціо Бекінгемом перетворили в унікальний парк, який мав два зимових сади, дев'ять озер, 35 фонтанів, 45 будівель, незліченну кількість скульптур, більше 2,5 миль кам'яних огорож і більше 18 миль доріг.
Джеймс Б'юкенен Дюк помер 10 жовтня 1925 року в Нью-Йорку і похований разом з батьком і братом в меморіальній каплиці кампусу Дюкського університету.
Ім'я Джеймса Б'юкенена Дюка отримала головна бібліотека кампусу Університету Фурмана.

## Заповіт
За заповітом Дюка приблизно половина його статку передавалася до Фонду Дюка, що збільшило його до 67 млн $ (725 млн $ в 2005 році). В установчих документах фонду Дюк особливо обумовив, що спрямовує кошти на підтримку Дюкського університету, Девідсон-коледжу, Університету Фурмана, Університету Джонсона Сміта, некомерційних лікарень і дитячих будинків Північної і Південної Кароліни, а також сільських парафій Методистської церкви Північної Кароліни, пасторів, що пішли на пенсію, і членів їхніх сімей.
Інша частина спадщини Дюка, приблизно 100 млн $ (1 млрд $ в 2005 році), перейшла до дванадцятирічної доньки Доріс, перетворивши її в «найбагатшу дівчинку у світі». Також Доріс висунула позов проти власної матері за контроль над Дюк Фармс і виграла його. Вважаючи, що Дюк Фармс нагадують їй про батька, Доріс Дюк не стала активно перебудовувати територію, змінивши тільки зимовий сад, щоб створити присвячені батькові Сади Дюка. У цих садах представлена велика колекція скульптур, яка стала доступна для публіки в 1964 році. У травні 2008 року доступ до неї був закритий у зв'язку з перетворенням Дюк Фармс на заповідник навколишнього середовища й навчальний центр.